# Slettegård
Slettegård er/var en lille hovedgård i Hjortdal Sogn i Vester Hanherred, lidt nordøst for Hjortdal Kirke. Slettegård ligger ved Slette Å, hvor der også har været en vandmølle, mellem landsbyen Hjortdal og Svinkløv Klitplantage. De ældst kendte ejere var i midten af 1400-tallet af slægten Griis. De oprindelige bygninger nedbrændte i 1842.
C. Klitgaard beskrev stedet som følger: "Når man ad Oldtidsvejen fra Hjørring til Fureby fortsatte ad Stranden til Slette Å den Vej, Knud den Hellige fulgte, da han 1086 fra Børglum Kongsgård søgte til Aggersborg for på den anden side af fjorden at fortsætte ad den gamle hærvej sydpå gennem Jylland og der drejede ind i landet over Slette Hvarre for sydpå over Kollerup at komme til Aggersund, kom man forbi Hjortdal Kirke og hovedgården Slette i dette sogn, der med sin tidligere lille Vandmølle ved Slette å ligger på et frodigt terræn omgivet af et af sandflugt-hærget areal, i hvilket højdedraget Svinkløv rager 63 m op."